# Panorpa davidi
Panorpa davidi är en näbbsländeart som beskrevs av Navás 1908. Panorpa davidi ingår i släktet Panorpa och familjen skorpionsländor. Inga underarter finns listade i Catalogue of Life.